# Brasiliens Grand Prix 2006
Brasiliens Grand Prix 2006 var det sista av 18 lopp ingående i formel 1-VM 2006.

## Rapport
Förutsättningarna inför loppet var att Fernando Alonso skulle bli världsmästare om han tog poäng medan Michael Schumacher skulle vinna titeln om han vann loppet samtidigt som Alonso inte tog någon poäng alls. 
Vann gjorde hemmaföraren Felipe Massa i Ferrari, före Fernando Alonso i Renault och Jenson Button i Honda. Michael Schumacher i Ferrari kom fyra efter ett heroiskt lopp. Schumacher startade, efter en misslyckad kvalificering, från tionde startrutan. Han fick dock, när han under nionde varvet kommit upp på sjätte plats, punktering på höger bakdäck och tvingades att långsamt köra in i depå för att fixa bilen. Han kom ut igen på banan som sjuttonde bil och påbörjade en ny jakt på en tätplacering. En trolig orsak till Michael Schumachers punktering var att det funnits skrot kvar på banan efter att Nico Rosberg kraschat sin Williams-Cosworth under första varvet.
Alonso blev således världsmästare samtidigt som hans stall tog hem konstruktörstiteln.

## Resultat
1. Felipe Massa, Ferrari, 10 poäng
2. Fernando Alonso, Renault, 8
3. Jenson Button, Honda, 6
4. Michael Schumacher, Ferrari, 5
5. Kimi Räikkönen, McLaren-Mercedes, 4
6. Giancarlo Fisichella, Renault, 3
7. Rubens Barrichello, Honda, 2
8. Pedro de la Rosa, McLaren-Mercedes, 1
9. Robert Kubica, Sauber-BMW
10. Takuma Sato, Super Aguri-Honda
11. Scott Speed, Toro Rosso-Cosworth
12. Robert Doornbos, Red Bull-Ferrari
13. Vitantonio Liuzzi, Toro Rosso-Cosworth
14. Christijan Albers, MF1-Toyota
15. Tiago Monteiro, MF1-Toyota
16. Sakon Yamamoto, Super Aguri-Honda

### Förare som bröt loppet
1. Nick Heidfeld, Sauber-BMW (varv 63, olycka)
2. David Coulthard, Red Bull-Ferrari (14, växellåda)
3. Jarno Trulli, Toyota (10, upphängning)
4. Ralf Schumacher, Toyota (9, upphängning)
5. Mark Webber, Williams-Cosworth (1, olycka)
6. Nico Rosberg, Williams-Cosworth (0, olycka)